# East Finchley (London Underground)

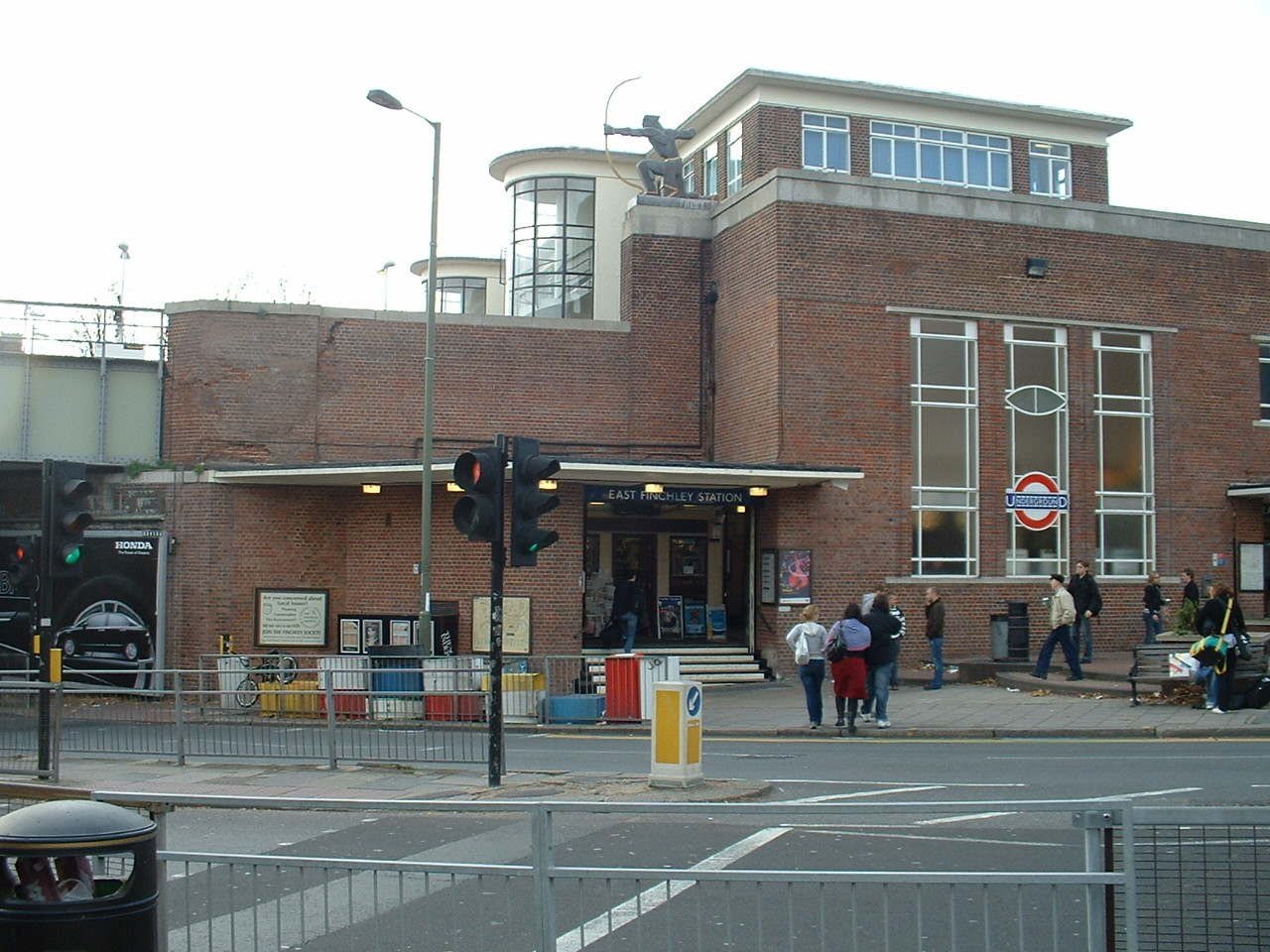
Stationsgebäude

East Finchley ist eine oberirdische Station der London Underground im Stadtbezirk London Borough of Barnet. Sie liegt in der Travelcard-Tarifzone 3 an der Finchley High Road. Im Jahr 2013 nutzten 6,56 Millionen Fahrgäste diese von der Northern Line bediente Station.
Die heute existierende Stationsanlage stammt aus den 1930er Jahren und entstand im Rahmen des Northern-Heights-Projekts, doch befand sich hier vorher bereits seit mehr als siebzig Jahren ein Bahnhof einer Vororteisenbahnlinie.

## Gebäude

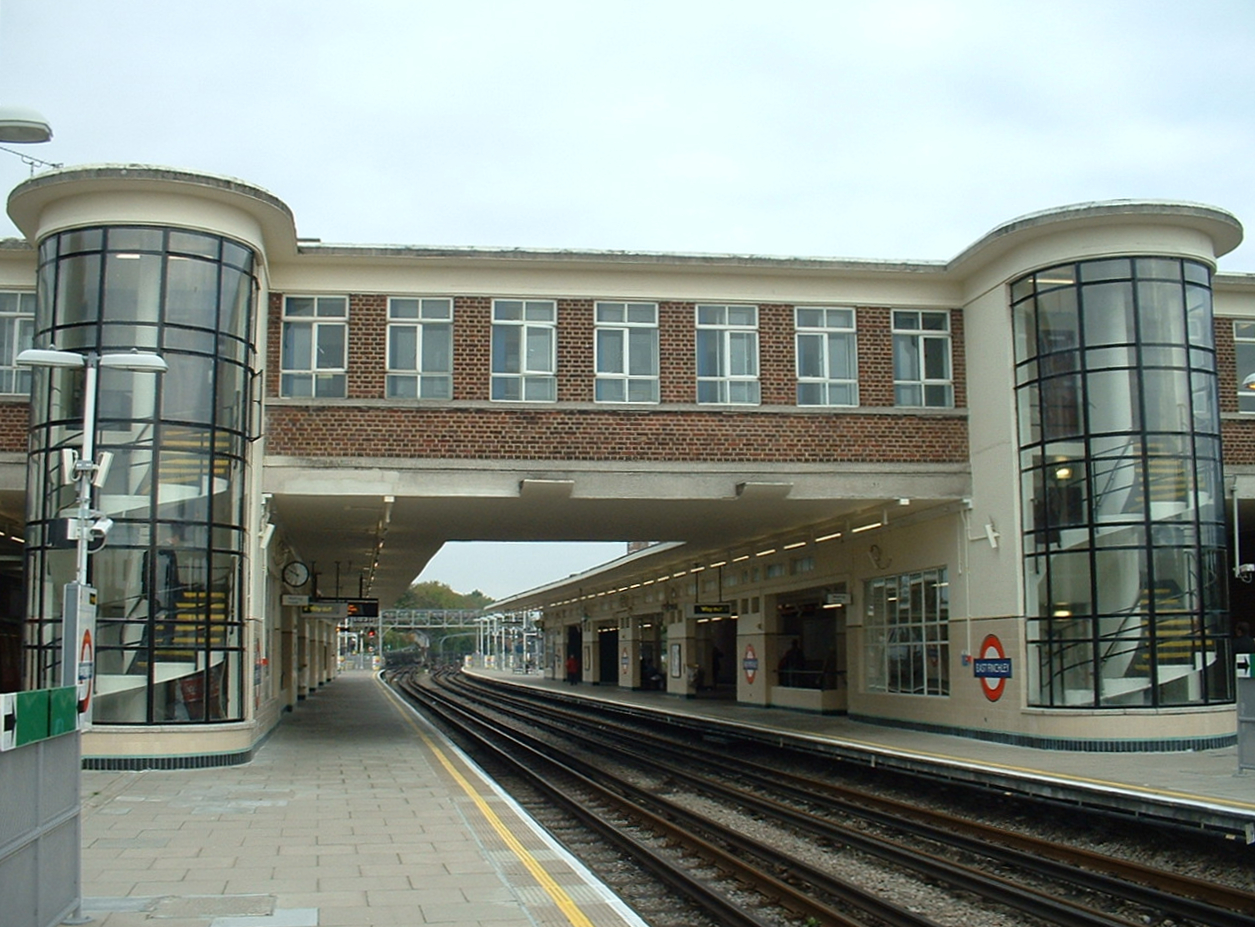
Bahnsteige und Fußgängerbrücke

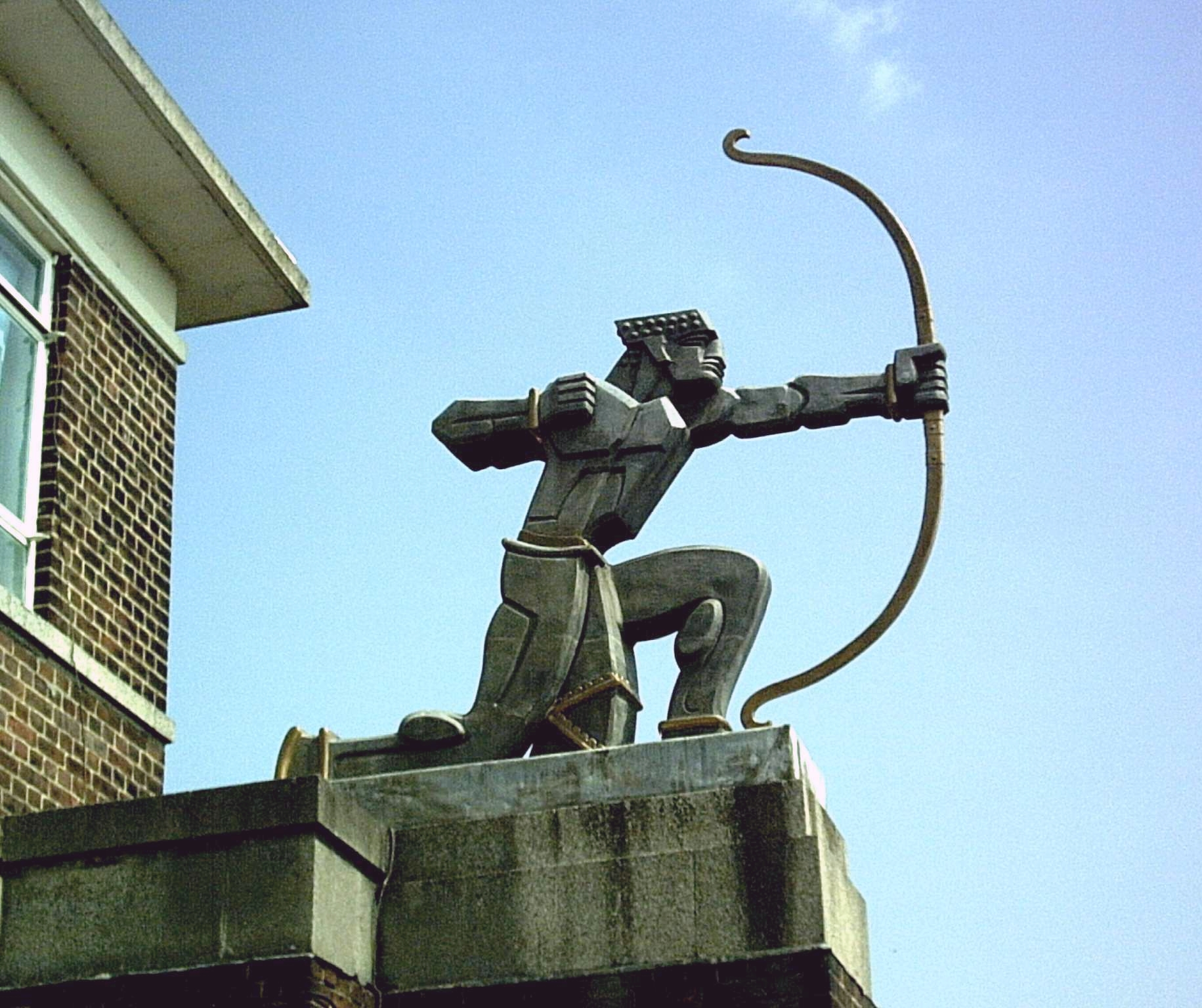
Bogenschützen-Statue

Wie die übrigen Stationen, die Charles Holden in den 1930er Jahren im Stil des Art déco für London Underground entwarf, setzte East Finchley neue Maßstäbe in Sachen Architekturdesign. Das imposante Stationsgebäude, errichtet auf einer kleinen Anhöhe neben der Eisenbahnbrücke über die Finchley High Road, besitzt zwei Eingänge. Der Haupteingang befindet sich im Südosten an der Hauptstraße. Im Nordwesten befindet sich an der Zugangsstraße The Causeway ein zweiter, kleinerer Eingang. Es ist möglich, die Station von einem Ende zum anderen zu durchqueren, ohne die Bahnsteige zu betreten.
Die Stationsgebäude sind so gebaut, dass sie entfernt an ein Schiff erinnern. Über dem Eingang befindet sich, einer Galionsfigur gleich, eine über drei Meter hohe Statue eines Bogenschützen, geschaffen vom Bildhauer Eric Aumonier. Der Bogenschütze kniet und scheint einen Pfeil in Richtung Innenstadt abschießen zu wollen. Die Lokalzeitung The Archer ist nach dem Bogenschützen benannt, der die an die einstigen königlichen Jagdgründe im nahe gelegenen Wald von Enfield erinnern soll.
Seit 1987 steht die Station unter Denkmalschutz (Grade II).

## Geschichte
Der Bahnhof wurde am 22. August 1867 durch die Edgware, Highgate and London Railway (EH&LR) zusammen mit der eingleisigen Strecke Finsbury Park – Edgware eröffnet. Im Juli 1867, kurz vor der Eröffnung, übernahm die größere Great Northern Railway (GNR) die EH&LR. Zu Beginn hieß der Bahnhof East End, Finchley, 1886 erhielt er seinen heutigen Namen. Mit dem Railways Act 1921 wurden sämtliche Bahngesellschaften des Landes zu vier großen Gesellschaften vereinigt, die GNR ging dabei 1923 in die London and North Eastern Railway (LNER) auf.
Im Rahmen des „Northern Heights“-Projekts war geplant, die Eisenbahnstrecken nach Edgware und High Barnet ins U-Bahn-Netz zu integrieren. Der Bahnhof East Finchley wurde abgerissen, von Grund auf neu gebaut und mit einem zusätzlichen Bahnsteig ausgestattet. Die Absicht war es, dass die Züge der Northern Line von Süden her East Finchley auf zwei verschiedenen Strecken erreichen sollten; einerseits über die bestehenden Gleise der LNER nach Highgate und Finsbury Park, andererseits mittels eines neu errichteten Tunnels unter Highgate hindurch nach Archway und weiter in Richtung Innenstadt.
Der U-Bahn-Betrieb wurde am 3. Juli 1939 aufgenommen. Die Züge der LNER fuhren letztmals am 2. März 1941. Wegen des Zweiten Weltkriegs konnten nicht alle Teile des Ausbauprojekts wie geplant vollendet werden, so wurde die Strecke zwischen Highgate und Finsbury Park nicht an die U-Bahn übertragen. Die inneren Gleise dienen heute nur noch für Züge, die in East Finchley enden oder für Ein- und Ausrückfahrten zur Betriebswerkstatt Highgate südöstlich der Station.